# Banovina del Drava
La banovina del Drava o banato de Drava (en esloveno: Dravska banovina), fue una provincia (banovina) del Reino de Yugoslavia entre 1929 y 1941. Fue el río que la circunda quien le diera su nombre, y constaba de mucho del territorio de la Eslovenia actual (una de las áreas históricas de Eslovenia independiente). Su ciudad capital era Liubliana.

## Fronteras
De acuerdo a la Constitución del Reino de Yugoslavia de 1931 situaba sus fronteras así:

Banovina del Drava tiene sus fronteras por la línea que pasa desde el punto donde el límite norte del distrito de Čabar corta la frontera estatal, luego sigue la frontera estatal con Italia, Austria y Hungría hasta el punto donde la frontera estatal con Hungría alcanza el río Mura (noreste de Čakovec). Desde el rio Mura, la frontera de la Banovinasigue el este y luego los límites del sur; de los distritos de Lendava, Ljutomer, Ptuj, Šmarje, Brežice, Krško, Novo Mesto, Metlika, Črnomelj, Kočevje y Logatec, incluyendo a todos los distritos antes mencionados.

## División administrativa

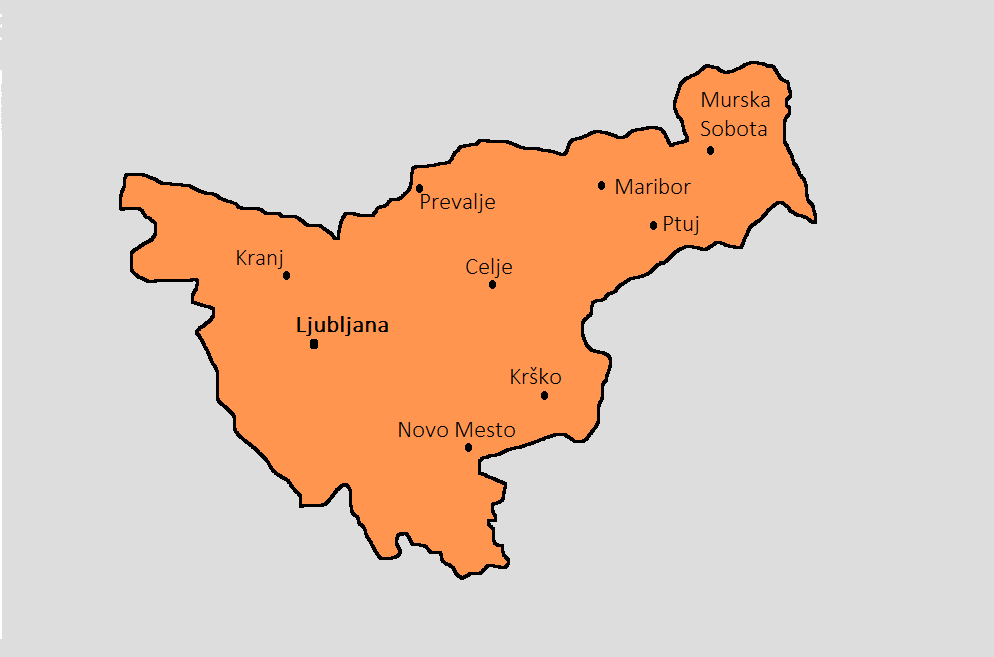
Mapa de la banovina del Drava.

La Banovina del Drava estuvo dividida administrativamente en 29 condados (denominados en esloveno: srez):
| - Brežice - Celje - Celje (ciudad) - Črnomelj - Dolnja Lendava - Dravograd - Gornji Grad - Kamnik - Kočevje - Konjice | - Kranj - Krško - Laško - Litija - Logatec - Liubliana - Liubliana (ciudad) - Ljutomer - Maribor (ciudad) - Maribor - Maribor, desni breg - Maribor, levi breg | - Metlika - Murska Sobota - Novo Mesto - Ptuj - Ptuj (ciudad) - Radovljica - Slovenj Gradec - Šmarje |

## Historia

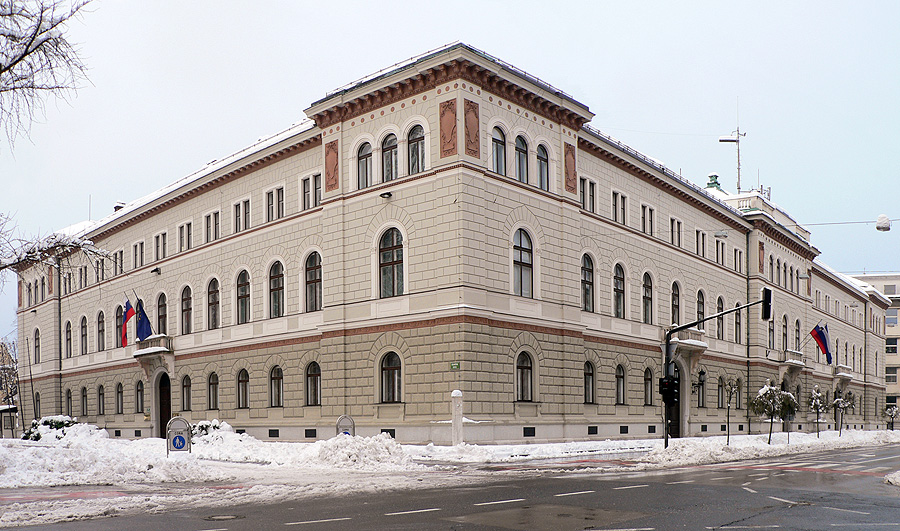
El edificio que albergó la administración de la Banovina hoy día sirve como el Palacio de gobierno y presidencial de Eslovenia

En 1941, la Banovina del Drava fue ocupada militarmente por los poderes aliados, durante la 2da guerra mundial (la invasión al reino de Yugoslavia) y todas las áreas del Banato del Drava se repartieron entre las tropas invasoras. Pequeñas áreas fueron anexadas por la Italia fascista, Alemania y la Hungría fascista, que invadió Prekmurje. Las áreas restantes hicieron parte de la Croacia pronazi gobernada por los Ustacha (extremistas).
Tras el final de la guerra, la región sería una parte de Eslovenia de nuevo (desde la anterior Marca Juliana) y territorios recuperados y retirados a Italia le compondrían desde entonces. Luego sería conocida como el Estado Federal de Eslovenia, y posteriormente como una entidad federal dentro de la Yugoslavia comunista.

## Listado de Banes
A continuación se presenta el listado de las personas que tuvieron el título de Ban (gobernador) de la Banovina del Drava:
| Retrato | Retrato | Nombre Vida (nacimiento-muerte) | Mandato           | Mandato           | Partido político                        |
| Retrato | Retrato | Nombre Vida (nacimiento-muerte) | Inicio            | Final             | Partido político                        |
| ------- | ------- | ------------------------------- | ----------------- | ----------------- | --------------------------------------- |
|         |         | Dušan Sernec (1882–1952)        | 9 October 1929    | 4 December 1930   | Partido Popular Esloveno (SLS)          |
|         |         | Drago Marušič (1884–1964)       | 4 December 1930   | 8 February 1935   | Partido Nacional Yugoslavo (JNS)        |
|         |         | Dinko Puc (1879–1945)           | 8 February 1935   | 10 September 1935 | Partido Democrático de Yugoslavia (JDS) |
|         |         | Marko Natlačen (1886–1942)      | 10 September 1935 | 16 April 1941     | Partido Popular Esloveno (SLS)          |